# زرزور هيدبغنت
زَرزُورُ هَيْدَبْغَنْت (بالألمانيّة Hildebrandt-Glanzstar)، و(بالإنكليزيّة Hildebrandt's starling)، واسمه العلميّ (Lamprotornis hildebrandti) هو طائر من فصيلة الزرزوريات، ويعد هذا النوع جزءاً من (Species complex) يضم طائرين آخرين هما: زرزور شلي، وزرزور قسطلي البطن (Chestnut-bellied starling)، وسُميّ على اسم العالم الألمانيّ (Johannes Hildebrandt وأقرب تلفظ عربيّ للاسم الألمانيّ هو يُوْهَانِسْ هْيْدَابْغَانْتْ) وهو جامع حيوانات ألمانيّ، ويُعد أول أورُبّيّ استحصل عينات من هذا النوع.

## معرض الصور

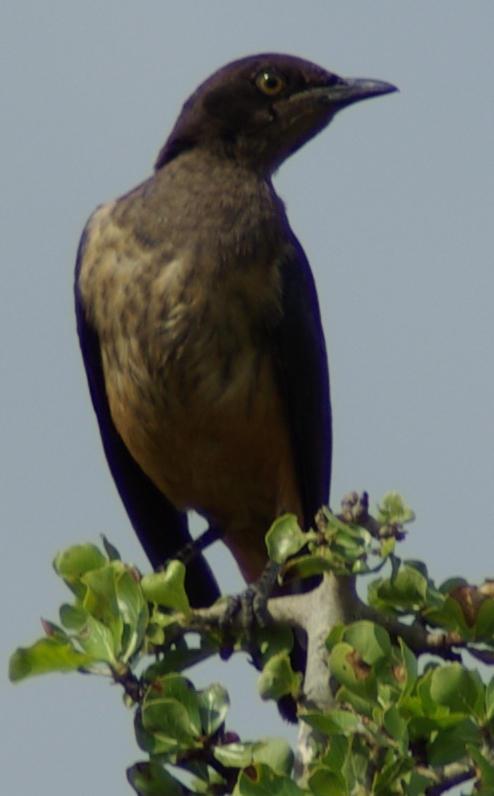
زرزور هَيْدَبْغَنْت صغير في كينيا
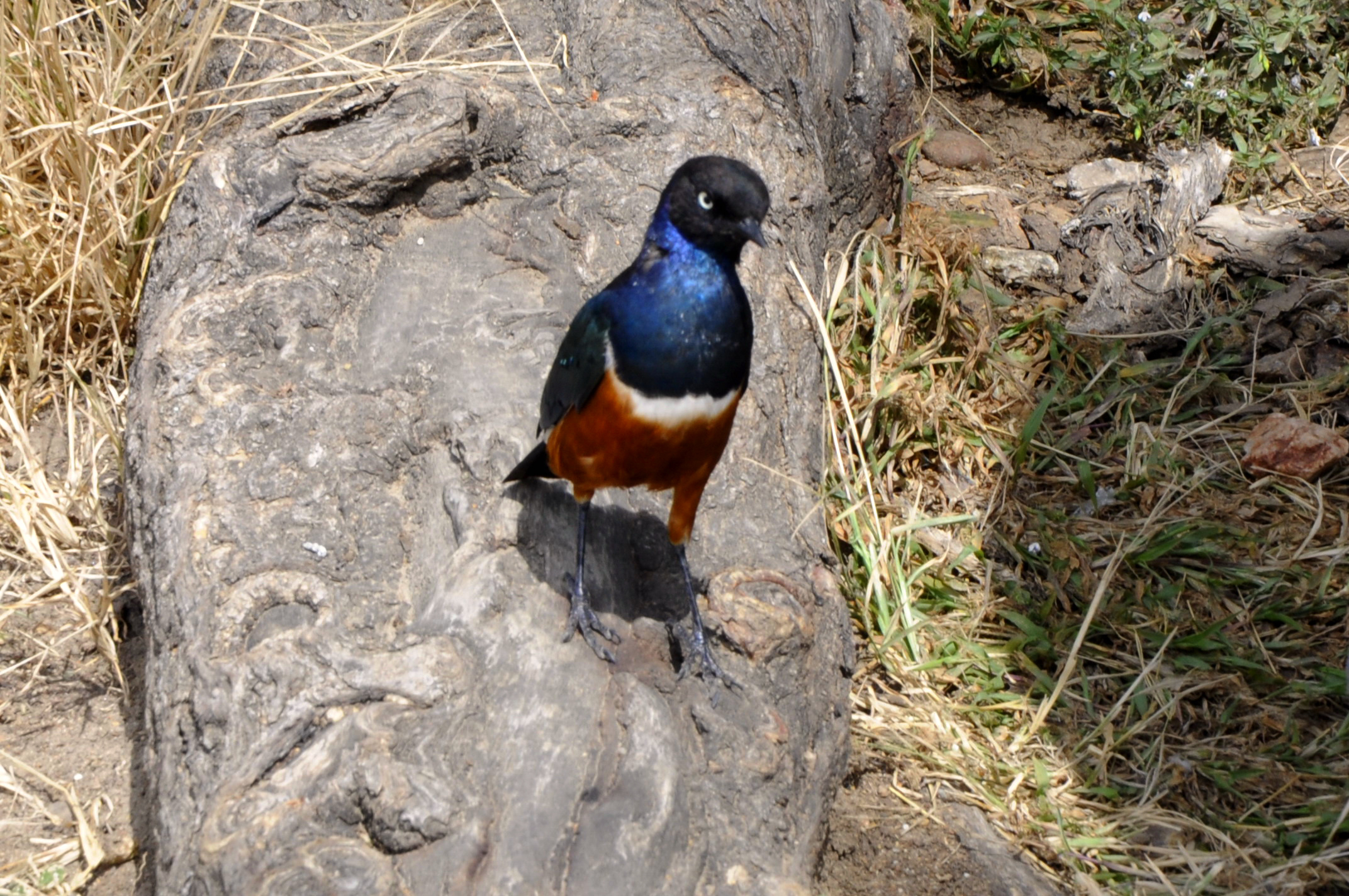
زرزور هَيْدَبْغَنْت بمتنزه سيرينغيتي الوطني بتنزانيا

## طالع
- زرزور شلي.